# Фаранска лавра
Фаранска лавра ( хебр. מנזר פרן је некадашњи мушки манастир Јерусалимске православне цркве, најстарији сачувани у Палестини, који је основао преподобни Харитон Исповједник 330 -их година у пећини у коју су га довели разбојници.
Налази се 10 км севјероисточно од Јерусалима у Јудејској пустињи у долини Нахал (Ен) Прат (енгл. En Prat (En Fara) ), на арапском Вади Келт (енгл. Wadi Qelt ).
У XX вијеку овдје је основан скит Светог Харитона, који је под јурисдикцијом Руске духовне мисије РПЦЗ.

## Историја
Лавра је основана у близини мјеста гдје је древни Јерихонски пут прелазио Кутилски поток и гдје је лежало село Фаран. Лавра се налазила у клисури, у отворима и пећинама смјештеним у странама на обије обале потока.
Неколико година по оснивању манастира, Свети Харитон је напустио Фаранску лавру и повукао се у Фекојске клисуре и на падини високе горе поставио темеље нове – Сукијске лавре. Међутим, прије смрти, преподобни се вратио у Фаранску лавру и овдје је сахрањен.
Процват лавре био је у VI вијеку. У то вријеме у манастиру је живио преподобни Козма отшелник, чије је житије уврштено у Лимонар – хагиографско дјелo грчког монаха Јована Мосха. 
У VIII вијеку лавра је још увијек постојала: њено име се среће или у црквеним летописима, или у посланицама појединих епископа и авва. Почетком IX вијека, због сукоба између дјеце Харуна ал-Рашида, лавру су напустили њени житељи.
У XIX вијеку манастир је напуштен и потпуно разрушен.
У другој половини XIX вijека, старјешина Руске Духовне Мисије у Јерусалиму, архимандрит Антонин (Капустин) је неколико пута безуспјешно покушавао да добије Лавру у власништво Руске империје. То је пошло за руком тек 1903. године настојатељу Атонске руске обитељи Воздвижења Часног Крста, јеросхимонаху Пантелејмону.
Неколико година касније, пожар је прогутао скоро све зграде, тако да је само дјелимично било могуће обновити скитска здања. Обновљени скит састојао се из двоспратног здања са много ћелија у подножју литице. У самој стијени, високој око 20 м, налази се пећинска црква посвјећена Светом Харитона.
Последњи атонски становник овог скита, о. Герасим умро је 1960-их година. Након тога, скит је остао пуст, осим на неколико дана када би га посјетили чланови Руске Духовне Мисије РПЦЗ. На дан преподобног Харитона, 28. септембра (по јулијанком календару, свештенство Мисије служи у скиту Божаствену Литургију.
Од 1997. године до данас (2020. године) у манастиру је стално живио монах Харитон, који је сам обновио скит из рушевина које су посљедица Шестодневног рата. 

## Галерија
- Фарска лавра – план и пресјек пећинске цркве
- Фарска лавра – општи план